# The Horror The Horror
The Horror The Horror är ett popband från Stockholm/Uppsala. De har släppt tre album samt ett antal singlar på det tyska skivbolaget Tapete Records baserat i Hamburg. Sedan det första singelsläppet 2005 har bandet genomfört omfattande turnéer i Tyskland, Österrike, Schweiz, Sverige, Luxemburg och England.

## Medlemmar
- Mattias Axelsson – gitarr, sång
- Jakob Frodell – trummor
- Johan Jansson – gitarr, sång
- Joel Lindström – sång
- Patrik Thorngren – basgitarr, gitarr

## Diskografi
Studioalbum
- The Horror The Horror (2006)
- Wired Boy Child (2008)
- Wilderness (2011)

Singlar
- "Sound of Sirens" (2005)
- "I Blame the Sun" (2006)
- "Ipanema" (2006)
- "Yes (I'm Coming out)" (2008)
- "Wilderness" (2011)
- "Leaving/Vangelis" (2011)